# Quatrième circonscription de l'Allier
La quatrième circonscription de l'Allier est une ancienne division électorale française. Son dernier représentant, dans la XIIIe législature, était Gérard Charasse, député PRG.
Cette circonscription a été supprimée à la suite du redécoupage des circonscriptions législatives françaises de 2010.

## Description géographique et démographique

Carte de la quatrième circonscription de l'Allier de 1958 à 1986

La quatrième circonscription de l'Allier est située dans le coin sud-est du département, incluant les villes de Vichy et Cusset. D'après les chiffres de l'Institut national de la statistique et des études économiques (INSEE) de 1999, la population de cette circonscription est estimée à 86 404 habitants.

### De 1958 à 1986
La quatrième circonscription de l'Allier était composée de :
- Canton de Cusset (découpés en Cusset-Nord et Cusset-Sud en 1985)
- Canton d'Escurolles
- Canton de Lapalisse
- Canton du Mayet-de-Montagne
- Canton de Varennes-sur-Allier (rattaché à la troisième circonscription en 1986)
- Canton de Vichy (découpés en Vichy-Nord et Vichy-Sud en 1973)

### De 1988 à 2010
La quatrième circonscription de l'Allier était composée de :
- Canton de Cusset-Nord
- Canton de Cusset-Sud
- Canton d'Escurolles
- Canton de Lapalisse
- Canton du Mayet-de-Montagne
- Canton de Vichy-Nord
- Canton de Vichy-Sud

## Historique des résultats
| Législature | Début de mandat | Fin de mandat  | Député               | Parti politique | Observations |
| ----------- | --------------- | -------------- | -------------------- | --------------- | --- |
| Ire         | 9 décembre 1958 | 9 octobre 1962 | Pierre Coulon        | CNI             | Maire de Vichy Mandat écourté à la suite d'une dissolution parlementaire décidée par Charles de Gaulle.                                                                       |
| IIe         | 6 décembre 1962 | 2 avril 1967   | Gabriel Péronnet     | PR              | |
| IIIe        | 3 avril 1967    | 30 mai 1968    | Gabriel Péronnet     | PR              | Mandat écourté à la suite d'une dissolution parlementaire décidée par Charles de Gaulle.                                                                                      |
| IVe         | 11 juillet 1968 | 1er avril 1973 | Gabriel Péronnet     | PR              | |
| Ve          | 2 avril 1973    | 2 avril 1978   | Gabriel Péronnet     | MR              | |
| VIe         | 3 avril 1978    | 22 mai 1981    | Gabriel Péronnet     | UDF-RAD         | Mandat écourté à la suite d'une dissolution parlementaire décidée par François Mitterrand.                                                                                    |
| VIIe        | 2 juillet 1981  | 1er avril 1986 | Jean-Michel Belorgey | PS              | |
| VIIIe       | 2 avril 1986    | 14 mai 1988    | Jacques Lacarin      | UDF             | Maire de Vichy Proportionnelle par département, pas de député par circonscription. Mandat écourté à la suite d'une dissolution parlementaire décidée par François Mitterrand. |
| IXe         | 23 juin 1988    | 1er avril 1993 | Jean-Michel Belorgey | PS              | |
| Xe          | 2 avril 1993    | 21 avril 1997  | Claude Malhuret      | UDF-PR          | Maire de Vichy Mandat écourté à la suite d'une dissolution parlementaire décidée par Jacques Chirac.                                                                          |
| XIe         | 12 juin 1997    | 18 juin 2002   | Gérard Charasse      | PRG             | Maire du Vernet |
| XIIe        | 19 juin 2002    | 19 juin 2007   | Gérard Charasse      | PRG             | Conseiller général du canton de Cusset-Sud |
| XIIIe       | 20 juin 2007    | 19 juin 2012   | Gérard Charasse      | PRG             | Conseiller général du canton de Cusset-Sud |

## Historique des élections

### Élections de 1958
| Candidat       | Candidat           | Parti          | Premier tour | Premier tour | Second tour | Second tour |  |
| Candidat       | Candidat           | Parti          | Voix         | %            | Voix        | %           |  |
| -------------- | ------------------ | -------------- | ------------ | ------------ | ----------- | ----------- |  |
|                | Pierre Coulon élu  | CNIP           | 15 688       | 32,66        | 18 993      | 38,36       |  |
|                | Gabriel Péronnet   | Radsoc         | 11 052       | 23,01        | 17 121      | 34,58       |  |
|                | Jacques Guillaumin | PCF            | 10 279       | 21,4         | 10 231      | 20,66       |  |
|                | Henry Castaing     | SFIO           | 4 459        | 9,28         | Retrait     | Retrait     |  |
|                | Robert Tardif      | UNR            | 3 509        | 7,31         | 3 173       | 6,41        |  |
|                | Pierre Faure       | Extrême droite | 3 047        | 6,34         | Retrait     | Retrait     |  |
|                |                    |                |              |              |             |             |  |
| Inscrits       | Inscrits           | Inscrits       | 65 761       | 100,00       | 65 750      | 100,00      |  |
| Abstentions    | Abstentions        | Abstentions    | 16 958       | 25,79        | 15 795      | 24,02       |  |
| Votants        | Votants            | Votants        | 48 803       | 74,21        | 49 955      | 75,98       |  |
| Blancs et nuls | Blancs et nuls     | Blancs et nuls | 769          | 1,58         | 437         | 0,87        |  |
| Exprimés       | Exprimés           | Exprimés       | 48 034       | 98,42        | 49 518      | 99,13       |  |

Édouard Porte, vétérinaire à Saint-Gérand-le-Puy, était le suppléant de Pierre Coulon.

### Élections de 1962
| Candidat       | Candidat              | Parti          | Premier tour | Premier tour | Second tour | Second tour |  |
| Candidat       | Candidat              | Parti          | Voix         | %            | Voix        | %           |  |
| -------------- | --------------------- | -------------- | ------------ | ------------ | ----------- | ----------- |  |
|                | Gabriel Péronnet élu  | Radcent        | 13 452       | 31,19        | 27 909      | 59,68       |  |
|                | Pierre Coulon sortant | CNIP           | 12 653       | 29,34        | 18 853      | 40,32       |  |
|                | Théodore Mallet       | PCF            | 6 802        | 15,77        | Retrait     | Retrait     |  |
|                | Serge Letort          | UNR-UDT        | 5 975        | 13,86        | Retrait     | Retrait     |  |
|                | Antonin Besson        | SFIO           | 4 243        | 9,84         | Retrait     | Retrait     |  |
|                |                       |                |              |              |             |             |  |
| Inscrits       | Inscrits              | Inscrits       | 65 942       | 100,00       | 65 941      | 100,00      |  |
| Abstentions    | Abstentions           | Abstentions    | 22 115       | 33,54        | 17 849      | 27,07       |  |
| Votants        | Votants               | Votants        | 43 827       | 66,46        | 48 092      | 72,93       |  |
| Blancs et nuls | Blancs et nuls        | Blancs et nuls | 702          | 1,6          | 1 330       | 2,77        |  |
| Exprimés       | Exprimés              | Exprimés       | 43 125       | 98,4         | 46 762      | 97,23       |  |

Marcel Corre, instituteur, ancien adjoint au maire de Vichy, était le suppléant de Gabriel Péronnet.

### Élections de 1967
| Candidat       | Candidat                       | Parti          | Premier tour | Premier tour | Second tour | Second tour |  |
| Candidat       | Candidat                       | Parti          | Voix         | %            | Voix        | %           |  |
| -------------- | ------------------------------ | -------------- | ------------ | ------------ | ----------- | ----------- |  |
|                | Gabriel Péronnet sortant réélu | FGDS (Radical) | 24 905       | 47,9         | 35 837      | 70,96       |  |
|                | Bernard Jarrier                | RI             | 13 219       | 25,42        | 14 669      | 29,04       |  |
|                | René Riboulet                  | PCF            | 9 381        | 18,04        | Retrait     | Retrait     |  |
|                | Charles Cointot                | CD (PDM)       | 3 473        | 6,68         |             |             |  |
|                | Pierre Julia                   | ARLP           | 1 021        | 1,96         |             |             |  |
|                |                                |                |              |              |             |             |  |
| Inscrits       | Inscrits                       | Inscrits       | 67 101       | 100,00       | 67 092      | 100,00      |  |
| Abstentions    | Abstentions                    | Abstentions    | 14 163       | 21,11        | 15 341      | 22,87       |  |
| Votants        | Votants                        | Votants        | 52 938       | 78,89        | 51 751      | 77,13       |  |
| Blancs et nuls | Blancs et nuls                 | Blancs et nuls | 939          | 1,77         | 1 245       | 2,41        |  |
| Exprimés       | Exprimés                       | Exprimés       | 51 999       | 98,23        | 50 506      | 97,59       |  |

Marcel Corre était le suppléant de Gabriel Péronnet.

### Élections de 1968
| Candidat       | Candidat                       | Parti          | Premier tour | Premier tour | Second tour | Second tour |  |
| Candidat       | Candidat                       | Parti          | Voix         | %            | Voix        | %           |  |
| -------------- | ------------------------------ | -------------- | ------------ | ------------ | ----------- | ----------- |  |
|                | Gabriel Péronnet sortant réélu | FGDS (Radical) | 23 477       | 46,27        | 29 193      | 59,64       |  |
|                | Gérard Lambert                 | UDR (URP)      | 17 843       | 35,17        | 19 757      | 40,36       |  |
|                | René Riboulet                  | PCF            | 7 839        | 15,45        | Retrait     | Retrait     |  |
|                | Jacques Lapalus                | PSU            | 1 580        | 3,11         |             |             |  |
|                |                                |                |              |              |             |             |  |
| Inscrits       | Inscrits                       | Inscrits       | 66 260       | 100,00       | 66 350      | 100,00      |  |
| Abstentions    | Abstentions                    | Abstentions    | 14 425       | 21,77        | 16 442      | 24,78       |  |
| Votants        | Votants                        | Votants        | 51 835       | 78,23        | 49 908      | 75,22       |  |
| Blancs et nuls | Blancs et nuls                 | Blancs et nuls | 1 096        | 2,11         | 958         | 1,92        |  |
| Exprimés       | Exprimés                       | Exprimés       | 50 739       | 97,89        | 48 950      | 98,08       |  |

Marcel Corre était le suppléant de Gabriel Péronnet.

### Élections de 1973
| Candidat       | Candidat                       | Parti          | Premier tour | Premier tour | Second tour | Second tour |  |
| Candidat       | Candidat                       | Parti          | Voix         | %            | Voix        | %           |  |
| -------------- | ------------------------------ | -------------- | ------------ | ------------ | ----------- | ----------- |  |
|                | Gabriel Péronnet sortant réélu | Rad (MR)       | 23 912       | 44,76        | 27 577      | 51,66       |  |
|                | Charles Marcilly               | PCF            | 12 165       | 22,77        | 17 346      | 32,49       |  |
|                | Axel Guillaumin                | UDR (URP)      | 11 175       | 20,92        | 8 463       | 15,85       |  |
|                | André Pruneyre                 | PS (UGSD)      | 6 175        | 11,56        |             |             |  |
|                |                                |                |              |              |             |             |  |
| Inscrits       | Inscrits                       | Inscrits       | 68 369       | 100,00       | 68 366      | 100,00      |  |
| Abstentions    | Abstentions                    | Abstentions    | 13 741       | 20,1         | 13 829      | 20,23       |  |
| Votants        | Votants                        | Votants        | 54 628       | 79,9         | 54 537      | 79,77       |  |
| Blancs et nuls | Blancs et nuls                 | Blancs et nuls | 1 201        | 2,2          | 1 151       | 2,11        |  |
| Exprimés       | Exprimés                       | Exprimés       | 53 427       | 97,8         | 53 386      | 97,89       |  |

Le Docteur Jean Chabrol, médecin à Vichy, était le suppléant de Gabriel Péronnet. Jean Chabrol avait remplacé Gabriel Péronnet, nommé membre du gouvernement, du 9 juillet 1974 au 2 octobre 1976.

### Élection partielle du 14 et du 21 novembre 1976
Jean Chabrol démissionne le 2 octobre 1976.
| Candidat                                               | Candidat                       | Parti          | Premier tour | Premier tour | Second tour | Second tour |  |
| Candidat                                               | Candidat                       | Parti          | Voix         | %            | Voix        | %           |  |
| ------------------------------------------------------ | ------------------------------ | -------------- | ------------ | ------------ | ----------- | ----------- |  |
|                                                        | Gabriel Péronnet sortant réélu | PRV            | 20 276       | 46,19        | 25 738      | 54,00       |  |
|                                                        | Charles Marcilly               | PCF            | 10 000       | 22,78        | 21 925      | 46,00       |  |
|                                                        | Jean-Michel Belorgey           | PS             | 9 538        | 21,73        | Retrait     | Retrait     |  |
|                                                        | Axel Guillaumin                | FP             | 2 363        | 5,38         |             |             |  |
|                                                        | Marie-Christine Bourry         | LO             | 957          | 2,18         |             |             |  |
|                                                        | Jean-Claude Waterlot           | FN             | 762          | 1,73         |             |             |  |
|                                                        |                                |                |              |              |             |             |  |
| Inscrits                                               | Inscrits                       | Inscrits       | 70 895       | 100,00       | 70 853      | 100,00      |  |
| Abstentions                                            | Abstentions                    | Abstentions    | 25 758       | 36,33        | 21 265      | 30,01       |  |
| Votants                                                | Votants                        | Votants        | 45 137       | 63,67        | 49 588      | 69,99       |  |
| Blancs et nuls                                         | Blancs et nuls                 | Blancs et nuls | 1 241        | 2,75         | 1 925       | 3,88        |  |
| Exprimés                                               | Exprimés                       | Exprimés       | 43 896       | 97,25        | 47 663      | 96,12       |  |
| Source : Le Monde, éditions des 16 et 23 novembre 1976 |                                |                |              |              |             |             |  |

Gabriel Péronnet est élu le 21 novembre avec 53,99 % des suffrages exprimés.
Charles Marcilly obtient 46,01 %.

### Élections de 1978
| Candidat       | Candidat                       | Parti          | Premier tour | Premier tour | Second tour | Second tour |  |
| Candidat       | Candidat                       | Parti          | Voix         | %            | Voix        | %           |  |
| -------------- | ------------------------------ | -------------- | ------------ | ------------ | ----------- | ----------- |  |
|                | Gabriel Péronnet sortant réélu | UDF (Rad)      | 29 687       | 49,22        | 33 904      | 55,51       |  |
|                | Charles Marcilly               | PCF            | 14 070       | 23,33        | 27 172      | 44,49       |  |
|                | Jean-Michel Belorgey           | PS             | 13 755       | 22,8         | Retrait     | Retrait     |  |
|                | Marie-Christine Bourry         | LO             | 1 267        | 2,1          |             |             |  |
|                | Brigitte André                 | FN             | 941          | 1,56         |             |             |  |
|                | Mme Saissac                    | UGP            | 597          | 0,99         |             |             |  |
|                |                                |                |              |              |             |             |  |
| Inscrits       | Inscrits                       | Inscrits       | 74 676       | 100,00       | 74 674      | 100,00      |  |
| Abstentions    | Abstentions                    | Abstentions    | 12 849       | 17,21        | 11 607      | 15,54       |  |
| Votants        | Votants                        | Votants        | 61 827       | 82,79        | 63 067      | 84,46       |  |
| Blancs et nuls | Blancs et nuls                 | Blancs et nuls | 1 510        | 2,44         | 1 991       | 3,16        |  |
| Exprimés       | Exprimés                       | Exprimés       | 60 317       | 97,56        | 61 076      | 96,84       |  |

Gérard Bertucat, conseiller général RPR du canton de Varennes-sur-Allier, maire de Saint-Germain-des-Fossés, était le suppléant de Gabriel Péronnet.

### Élections de 1981
| Candidat       | Candidat                 | Parti          | Premier tour | Premier tour | Second tour | Second tour |  |
| Candidat       | Candidat                 | Parti          | Voix         | %            | Voix        | %           |  |
| -------------- | ------------------------ | -------------- | ------------ | ------------ | ----------- | ----------- |  |
|                | Jean-Michel Belorgey élu | PS             | 16 449       | 31,30        | 31 132      | 54,12       |  |
|                | Gabriel Péronnet sortant | UDF (Rad)      | 15 414       | 29,33        | 26 388      | 45,88       |  |
|                | René Bardet              | PCF            | 10 848       | 20,64        | Retrait     | Retrait     |  |
|                | Roger Meaudre            | RPR            | 9 841        | 18,73        | Retrait     | Retrait     |  |
|                |                          |                |              |              |             |             |  |
| Inscrits       | Inscrits                 | Inscrits       | 75 544       | 100,00       | 75 543      | 100,00      |  |
| Abstentions    | Abstentions              | Abstentions    | 22 151       | 29,32        | 16 757      | 22,18       |  |
| Votants        | Votants                  | Votants        | 53 393       | 70,68        | 58 786      | 77,82       |  |
| Blancs et nuls | Blancs et nuls           | Blancs et nuls | 841          | 1,58         | 1 266       | 2,15        |  |
| Exprimés       | Exprimés                 | Exprimés       | 52 552       | 98,42        | 57 520      | 97,85       |  |

Jacques Milliet, professeur, maire de Cusset, était le suppléant de Jean-Michel Belorgey.

### Élections de 1988
| Candidat       | Candidat                           | Parti          | Premier tour | Premier tour | Second tour | Second tour |  |
| Candidat       | Candidat                           | Parti          | Voix         | %            | Voix        | %           |  |
| -------------- | ---------------------------------- | -------------- | ------------ | ------------ | ----------- | ----------- |  |
|                | Jean-Michel Belorgey sortant réélu | PS             | 13 247       | 31,5         | 23 485      | 50,66       |  |
|                | Claude Malhuret                    | UDF (PR) (URC) | 8 922        | 21,22        | 22 873      | 49,34       |  |
|                | Jacques Lacarin sortant            | diss. UDF      | 8 204        | 19,51        | Retrait     | Retrait     |  |
|                | René Bardet                        | PCF            | 6 067        | 14,43        |             |             |  |
|                | André Lamoureux                    | FN             | 3 001        | 7,14         |             |             |  |
|                | Georges Frélastre                  | diss. UDF      | 2 612        | 6,21         |             |             |  |
|                |                                    |                |              |              |             |             |  |
| Inscrits       | Inscrits                           | Inscrits       | 65 252       | 100,00       | 65 244      | 100,00      |  |
| Abstentions    | Abstentions                        | Abstentions    | 22 290       | 34,16        | 17 363      | 26,61       |  |
| Votants        | Votants                            | Votants        | 42 962       | 65,84        | 47 881      | 73,39       |  |
| Blancs et nuls | Blancs et nuls                     | Blancs et nuls | 909          | 2,12         | 1 523       | 3,18        |  |
| Exprimés       | Exprimés                           | Exprimés       | 42 053       | 97,88        | 46 358      | 96,82       |  |

François Lacoste, agriculteur, maire de Nizerolles, conseiller général DVG du canton du Mayet-de-Montagne, était le suppléant de Jean-Michel Belorgey.

### Élections de 1993
| Candidat       | Candidat                 | Parti          | Premier tour | Premier tour | Second tour | Second tour |  |
| Candidat       | Candidat                 | Parti          | Voix         | %            | Voix        | %           |  |
| -------------- | ------------------------ | -------------- | ------------ | ------------ | ----------- | ----------- |  |
|                | Claude Malhuret élu      | UDF (PR)       | 16 158       | 39,41        | 22 500      | 56,07       |  |
|                | Gérard Charasse          | MRG (ADFP)     | 7 108        | 17,34        | 17 625      | 43,93       |  |
|                | René Bardet              | PCF            | 5 904        | 14,4         |             |             |  |
|                | Gérard Gosp              | FN             | 5 466        | 13,33        |             |             |  |
|                | Claude Boaziz-Rossi      | Les Verts (EÉ) | 2 389        | 5,83         |             |             |  |
|                | Thierry Wirth            | Divers droite  | 1 576        | 3,84         |             |             |  |
|                | Raymond Mathias          | LT-LNÉ         | 1 343        | 3,28         |             |             |  |
|                | Richard Szybura          | MDC            | 456          | 1,11         |             |             |  |
|                | Gabriel Muler            | CNI            | 431          | 1,05         |             |             |  |
|                | Geneviève Aunac-Roberjot | UDI            | 165          | 0,4          |             |             |  |
|                |                          |                |              |              |             |             |  |
| Inscrits       | Inscrits                 | Inscrits       | 64 877       | 100,00       | 64 877      | 100,00      |  |
| Abstentions    | Abstentions              | Abstentions    | 21 086       | 32,5         | 20 834      | 32,11       |  |
| Votants        | Votants                  | Votants        | 43 791       | 67,5         | 44 043      | 67,89       |  |
| Blancs et nuls | Blancs et nuls           | Blancs et nuls | 2 795        | 6,38         | 3 918       | 8,9         |  |
| Exprimés       | Exprimés                 | Exprimés       | 40 996       | 93,62        | 40 125      | 91,1        |  |

Jean-François Hamaide, représentant, conseiller municipal de Cusset, était le suppléant de Claude Malhuret.

### Élections de 1997
| Candidat       | Candidat                | Parti          | Premier tour | Premier tour | Second tour | Second tour |  |
| Candidat       | Candidat                | Parti          | Voix         | %            | Voix        | %           |  |
| -------------- | ----------------------- | -------------- | ------------ | ------------ | ----------- | ----------- |  |
|                | Claude Malhuret sortant | UDF (PR)       | 11 506       | 28,62        | 19 045      | 44,25       |  |
|                | Gérard Charasse élu     | PRS            | 11 222       | 27,92        | 23 927      | 55,59       |  |
|                | Jacques Mayadoux        | FN             | 6 484        | 16,13        |             |             |  |
|                | René Bardet             | PCF            | 6 176        | 15,36        |             |             |  |
|                | Jean Quilleret          | Les Verts      | 2 669        | 6,64         |             |             |  |
|                | Jean-Luc Debrabant      | LDI (MPF)      | 2 142        | 5,33         |             |             |  |
|                |                         |                |              |              |             |             |  |
| Inscrits       | Inscrits                | Inscrits       | 63 116       | 100,00       | 63 113      | 100,00      |  |
| Abstentions    | Abstentions             | Abstentions    | 20 288       | 32,14        | 16 857      | 26,71       |  |
| Votants        | Votants                 | Votants        | 42 828       | 67,86        | 46 256      | 73,29       |  |
| Blancs et nuls | Blancs et nuls          | Blancs et nuls | 2 629        | 6,14         | 3 284       | 7,1         |  |
| Exprimés       | Exprimés                | Exprimés       | 40 199       | 93,86        | 42 972      | 92,9        |  |

Le suppléant de Gérard Charasse était Michel Marien, principal de collège, de Vichy.

### Élections de 2002
| Candidat       | Candidat                      | Parti          | Premier tour | Premier tour | Second tour | Second tour |  |
| Candidat       | Candidat                      | Parti          | Voix         | %            | Voix        | %           |  |
| -------------- | ----------------------------- | -------------- | ------------ | ------------ | ----------- | ----------- |  |
|                | Claude Malhuret               | UMP            | 16 448       | 39,89        | 19 075      | 48,21       |  |
|                | Gérard Charasse sortant réélu | PRG            | 14 812       | 35,92        | 20 492      | 51,79       |  |
|                | Louis de Condé                | FN             | 3 885        | 9,42         |             |             |  |
|                | Jésus Moran                   | PCF            | 2 139        | 5,19         |             |             |  |
|                | Bernard Devoucoux du Buysson  | Les Verts      | 1 016        | 2,46         |             |             |  |
|                | Marie-Christine Barraud       | CPNT           | 718          | 1,74         |             |             |  |
|                | Frédéric Dumouchel            | Sans étiquette | 551          | 1,34         |             |             |  |
|                | Agnès Risbec                  | LO             | 452          | 1,10         |             |             |  |
|                | Dominique Geoffroy            | Sans étiquette | 427          | 1,04         |             |             |  |
|                | Alain Compagnon               | MNR            | 412          | 1,00         |             |             |  |
|                | Erec Glogowski                | MPF            | 375          | 0,91         |             |             |  |
|                |                               |                |              |              |             |             |  |
| Inscrits       | Inscrits                      | Inscrits       | 62 826       | 100,00       | 62 819      | 100,00      |  |
| Abstentions    | Abstentions                   | Abstentions    | 20 725       | 32,99        | 21 892      | 34,85       |  |
| Votants        | Votants                       | Votants        | 42 101       | 67,01        | 40 927      | 65,15       |  |
| Blancs et nuls | Blancs et nuls                | Blancs et nuls | 866          | 2,06         | 1 360       | 3,32        |  |
| Exprimés       | Exprimés                      | Exprimés       | 41 235       | 97,94        | 39 567      | 96,68       |  |

Le suppléant de Gérard Charasse était Michel Marien, de Vichy.

### Élections de 2007
| Candidat       | Candidat                      | Parti          | Premier tour | Premier tour | Second tour | Second tour |  |
| Candidat       | Candidat                      | Parti          | Voix         | %            | Voix        | %           |  |
| -------------- | ----------------------------- | -------------- | ------------ | ------------ | ----------- | ----------- |  |
|                | Claude Malhuret               | UMP            | 16 148       | 40,25        | 18 499      | 43,46       |  |
|                | Gérard Charasse sortant réélu | PRG            | 15 729       | 39,2         | 24 066      | 56,54       |  |
|                | Sophie Bege                   | UDF–MoDem      | 2 000        | 4,98         |             |             |  |
|                | Pascale Semet                 | PCF            | 1 899        | 4,73         |             |             |  |
|                | Louis de Condé                | FN             | 1 622        | 4,04         |             |             |  |
|                | Daniel Rondepierre            | Les Verts      | 861          | 2,15         |             |             |  |
|                | Thomas Vacheron               | LCR            | 655          | 1,63         |             |             |  |
|                | Jacques Mayadoux              | MPF            | 461          | 1,15         |             |             |  |
|                | Albert Peyron                 | LT-LNÉ         | 427          | 0,82         |             |             |  |
|                | Nadine Picouleau              | CPNT           | 261          | 0,65         |             |             |  |
|                | Monique Roche                 | LO             | 158          | 0,39         |             |             |  |
|                | Marc-Claude de Portebane      | Divers         | 1            | 0            |             |             |  |
|                | Louis Vitti                   | Divers droite  | 0            | 0            |             |             |  |
|                |                               |                |              |              |             |             |  |
| Inscrits       | Inscrits                      | Inscrits       | 64 844       | 100,00       | 64 842      | 100,00      |  |
| Abstentions    | Abstentions                   | Abstentions    | 24 051       | 37,09        | 21 289      | 32,83       |  |
| Votants        | Votants                       | Votants        | 40 793       | 62,91        | 43 553      | 67,17       |  |
| Blancs et nuls | Blancs et nuls                | Blancs et nuls | 671          | 1,64         | 988         | 2,27        |  |
| Exprimés       | Exprimés                      | Exprimés       | 40 122       | 98,36        | 42 565      | 97,73       |  |

Le suppléant de Gérard Charasse était Michel Marien, conseiller municipal de Vichy.